# Какоал (микрорегион)
Микрорегион Какоал е един от осемте микрорегиона на бразилския щат Рондония, част от мезорегион Източна Рондония. Образуван е от девет общини (градове).

## Общини
- Алта Флореста д'Оести
- Алто Алегри дос Паресис
- Еспигао д'Оести
- Какоал
- Кастанейрас
- Министро Андреаза
- Ново Оризонти до Оести
- Ролин ди Моура
- Санта Лузия д'Оести